# Hellerup Tændstikfabrik
Hellerup Tændstikfabrik var en fabrik på Hellerupvej 54 i Hellerup, der producerede tændstikker. Fabrikken var grundlagt 1904 af Rudolph Nielsen.
I 1920'erne, fabrikkens storhedstid, produceredes dagligt 150.000 æsker på fabrikken, hvor 50 personer i 1912 havde deres gang. Både tændstikker og tændstikæsker blev lavet af træ, og hertil brugte man årligt ca. 10.000 store træstammer, der blev fragtet med skib fra Rusland til Tuborg Havn. Æskerne havde et kendt logo med kong Christian 10., der signalerede, at der var tale om et dansk produkt og derfor sikrede et godt salg i bl.a. Sønderjylland.
I 1921 blev fabrikken fusioneret med Glødefri Tændstikfabrik, og produktionen flyttede til Heimdalsgade på Nørrebro. Hellerup & Glødefri Tændstikfabrik eksisterede indtil 1960.
20. november 1944 blev fabrikken offer for schalburgtage, men blev genopført.
Fabriksbygningerne mod Rygårds Allé eksisterer stadig og anvendes af De Forenede Dampvaskerier, mens fabrikkens direktørvilla i schweizerstil på Hellerupvej 54 blev revet ned i 2008.